# Домініканський торт

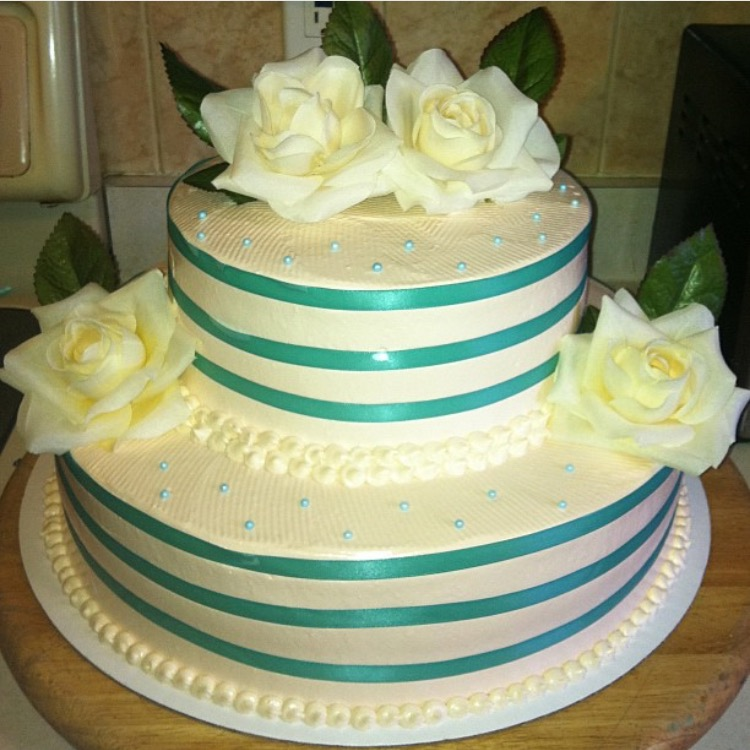
Типовий вигляд торта

Домініканський торт (ісп. Bizcocho dominicano) — вид торта, розповсюджуваний пекарнями Домініканської Республіки на острові Гаїті. Торт виділяється вологою і повітряною текстурою та глазур'ю з безе. Це поширена солоднеча для більшості свят, що відзначаються домініканськими сім'ями, включаючи річниці, причастя, дні народження, святкування із приводу скорого народження дитини тощо. Торт можна знайти в багатьох домінікано-американських пекарнях, а також успішно продається серед багатьох домашніх підприємств.

## Інгредієнти
Як й у більшості тортів, основні інгредієнти включають масло, борошно, молоко та яйця. Відмінною рисою домініканського торта є його глазур із безе, звана «суспіро» (ісп. suspiro, «зітхання»).

## Світлини

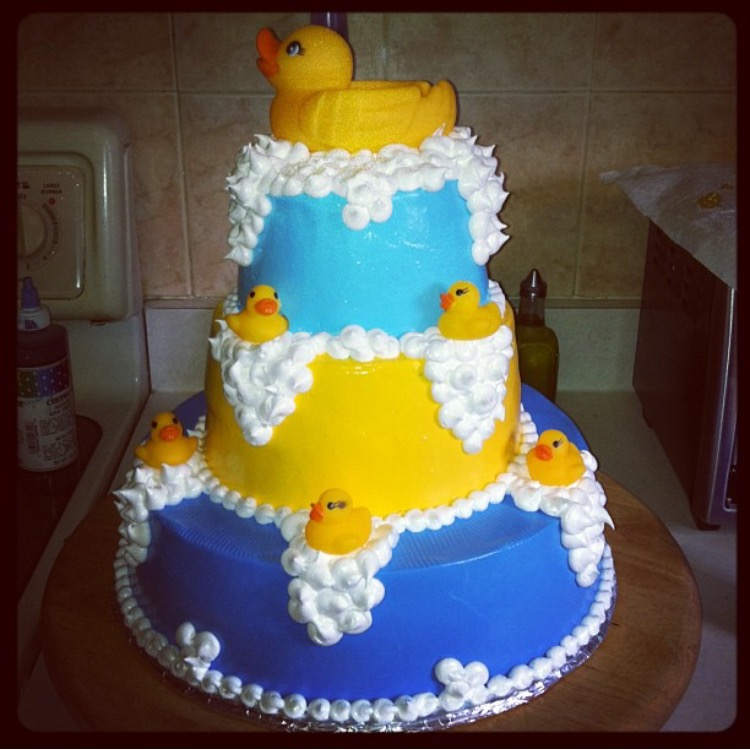
Домініканський торт із приводу скоро народження дитини
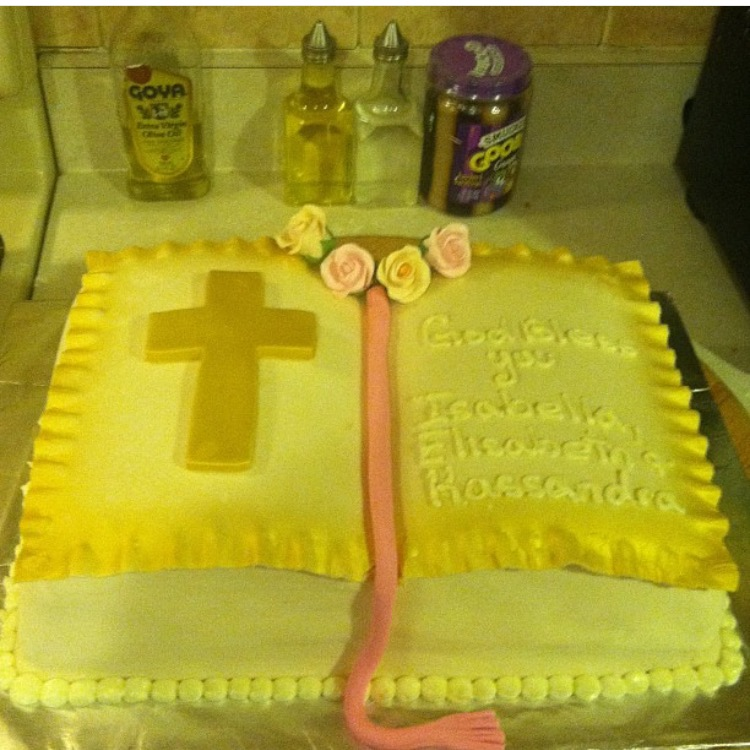
Домініканський торт для причастя
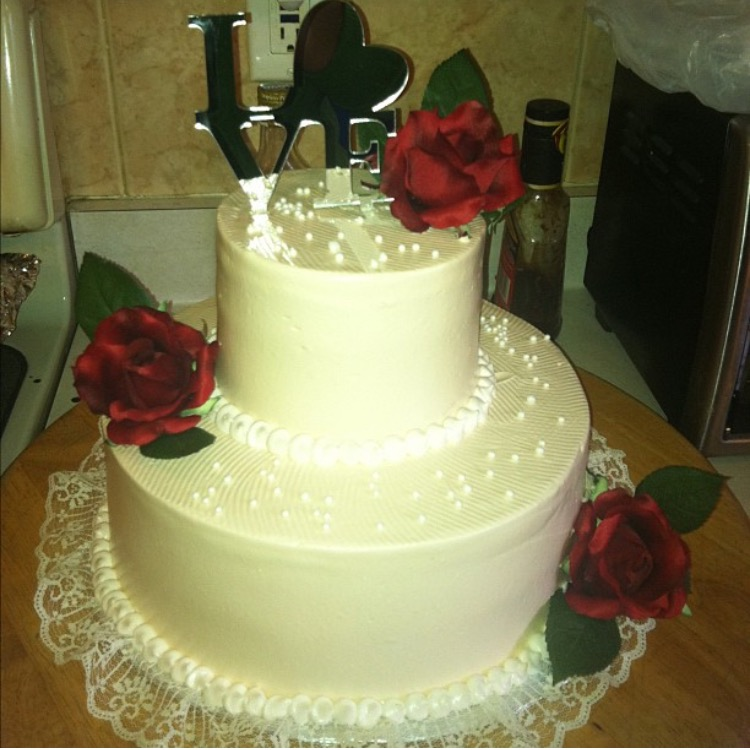
Домініканський торт на річницю